# 长吉城际铁路
长吉城际铁路是中国一条连接长春市和吉林市的城际客运专线，也是中国《中长期铁路网规划》中东北地区城际轨道交通网的重要组成部分。该线是东北地区第一个开通运营的城际客运系统，并且，长吉城际铁路在地下穿过两市共用的龙嘉机场，成为国内继沪宁城际高速铁路（上海虹桥机场）之后又一条实现和航空零距离换乘的国铁。2015年7月30日，长吉城际铁路与吉珲客运专线合并，命名为长珲城际铁路。

## 概述
长吉城际铁路由长春站始发，终点站为吉林站，大部分车次停靠位於龍嘉國際機場航站樓地下的龙嘉站，正线全长111公里，总投资96亿元人民币，其中约36.2%、总长39.9公里的路段为桥隧，设长春、龙嘉、九台南、双吉、吉林等五座车站，并预留空港、新桦皮厂等两站。
线路跨既有长图铁路、长双烟铁路和长春市环城高速后，经龙嘉机场、西营城子、加工河、前鸭山后，并行于既有长图铁路右侧至桦皮厂站，出站后线路继续并行既有长图线，在九站处沿九站特大桥上跨吉林市绕城高速后进入吉林市区。
工程于2007年5月13日开工建设，2010年12月30日正式通车，2011年1月11日起正式对外运营。
长吉城际铁路的建成，使直达时间由原来经既有长图铁路运行列车的88分钟缩短至29分钟。

## 历史

### 前期准备
2005年9月18日，时任吉林省省长王珉与时任铁道部部长刘志军，分别代表吉林省人民政府和铁道部签署了“十一五”期间的部省合资合作铁路建设项目协议，共18条铁路项目，总投资约530亿元。据此，吉林省政府授权经过改制后的吉林省交通投资开发公司作为出资人和融资平台，铁道部授权沈阳铁路局为出资人，双方合作组建了长吉城际铁路有限责任公司，负责长吉城际铁路的投资、建设和运营。
2005年10月，成立长吉城际高速铁路建设领导小组，2006年，变更为长春至吉林城际铁路前期工作协调小组。
2006年9月4日，吉林省政府与中国建筑工程总公司签订《关于投资建设长春至吉林城际铁路项目合作框架协议书》，10月30日，时任省长王珉会见了中国建筑工程总公司总经理孙文杰一行，就长春市至吉林市城际铁路建设合作事宜进行洽谈。会谈确定，工程将在2007年4月动工。
2007年4月28日，国土资源部批复《关于长春至吉林城际铁路项目建设用地预审意见的复函》。

### 建设历程
2007年5月13日，工程奠基，预计工期为4年。时任省委书记王珉、省长韩长赋参加了奠基仪式。
2008年4月1日，工程全线开工。2009年6月27日，吉林站东站房配套工程吉林市换乘中心建设项目环境影响报告书编制完成，并进行环评公示。2009年8月3日，吉林站新站房6个设计备选方案确定。
2009年9月1日，吉林站开始封站改造，启用吉林西站、江北站两站作为临时客站。2010年5月17日，长春站部分封站，启用长白路临时候车室。
2010年6月9日，工程进入铺轨阶段。2010年9月27日，全线贯通。2010年10月25日，开始联调联试。
2010年12月6日，龙嘉站突发火灾，据现场工人称，火灾系电焊工作业施工时，电焊火花引燃防护网和帆布造成的。所幸机场方面出动了消防车，5分钟即将火灾扑灭。

### 开通运营
2010年12月30日，长吉城际铁路正式通车，但不对外售票。省委书记孙政才出席通车仪式并宣布长吉城际铁路开通，省长王儒林亦参加了仪式。2011年1月6日，正式对外发售两地间动车组列车车票。
2011年1月11日，正式对外商业化运营。
2011年1月30日，时任铁道部部长刘志军往返添乘检查长吉城际高速铁路，强调“长吉城际作为东北地区首个时速250公里高速铁路，要更加强化对于设备的检测监测，确保设备质量安全可靠”。
2011年12月30日，长吉城际铁路开通运营一周年，共发送旅客近900万人次，日均发送2.4万人次，占据了长春吉林之间客运市场份额的80%。
2012年12月1日，哈大高速铁路开通试运行，长吉城际铁路通过长西联络线接入哈大高铁，乘坐长吉城际铁路跨线列车可直接通达大连、沈阳、哈尔滨等站。
2013年4月21日，哈大高速铁路实行夏季运行图，长吉城际铁路首次开行跨线G字头高速动车组列车。
2014年3月20日，九台南站开始正式办理客运业务（但不办理行包业务）。开通后，办理10趟动车组列车客运业务，可通达大连、沈阳北、哈尔滨、长春、龙嘉、吉林等站。 
2014年6月16日，长吉城际铁路吉林、九台南、龙嘉站开通持二代居民身份证直接检票进出站功能。在中国铁路客户服务中心网站使用二代居民身份证购买G、D、C字头列车车票，乘车站和下车站均具备二代居民身份证检票条件时，未换取纸质车票（学生票、残疾军人票除外）的旅客可凭购票时所使用的二代居民身份证原件，直接通过车站自动检票机（闸机）办理进、出站检票手续。 
2011年9月30日起，旅客可通过中国铁路客户服务中心网站(www.12306.cn)进行网上购票。旅客网上购票后可使用中国工商银行、中国农业银行、中国银行、招商银行的银行卡（含借记卡和信用卡）或通过中国银联在线支付系统支付票款，并可进行后续改签、退票操作。
2014年9月4日起，中铁银通卡在长吉城际铁路上开始发行。9月10日，吉林站开通中铁银通卡直接检票进站功能。旅客可使用中铁银通卡电子现金功能直接进出站。中铁银通卡仅限乘坐长吉城际本线动车组列车（D50XX次），02车型1-4排为预留席位，刷卡进站时闸机屏幕将显示旅客席位号。
2014年12月18日，长吉城际列车对中铁银通卡旅客实行取号乘车制。旅客进站前需在取号机打印席位号后，凭席位号凭条、中铁银通卡方可进站乘车。
2016年10月21日，双吉站开始办理客运业务。

## 沿线车站
全线设7个车站，包含2个预留站。
| 名称             | 英文名称      | 运价里程 （公里） | 所在地                   | 到发线数目     | 高速客运 | 普速客运 | 行包业务 | 货运业务 | 电子客票进出站 |
| ---------------- | ------------- | ----------------- | ------------------------ | -------------- | -------- | -------- | -------- | -------- | -------------- |
| 长吉城际铁路     |               |                   |                          |                |          |          |          |          |                |
| 长春             | Changchun     | 0                 | 长春市宽城区             | 8（高速场）/16 | ●        | ●        | ●        | ×        | ●              |
| 空港（预留）     | Konggang      |                   | 长春市九台区（空港新城） |                |          |          |          |          |                |
| 龙嘉             | Longjia       | 32.3              | 长春市九台区             | 2              | ●        | ×        | ×        | ×        | ●              |
| 九台南           | Jiutai South  | 42.2              | 长春市九台区             | 2              | ●        | ×        | ×        | ×        | ●              |
| 新桦皮厂（预留） | Xinhuapichang |                   | 吉林市昌邑区（高新北区） |                |          |          |          |          |                |
| 双吉             | Shuangji      | 93.4              | 吉林市昌邑区（经开区）   | 2              | ●        | ×        | ×        | ×        | ●              |
| 吉林             | Jilin         | 110.7             | 吉林市昌邑区             | 9（高速场）/14 | ●        | ●        | ●        | ×        | ●              |

## 长吉城际列车

### 列车

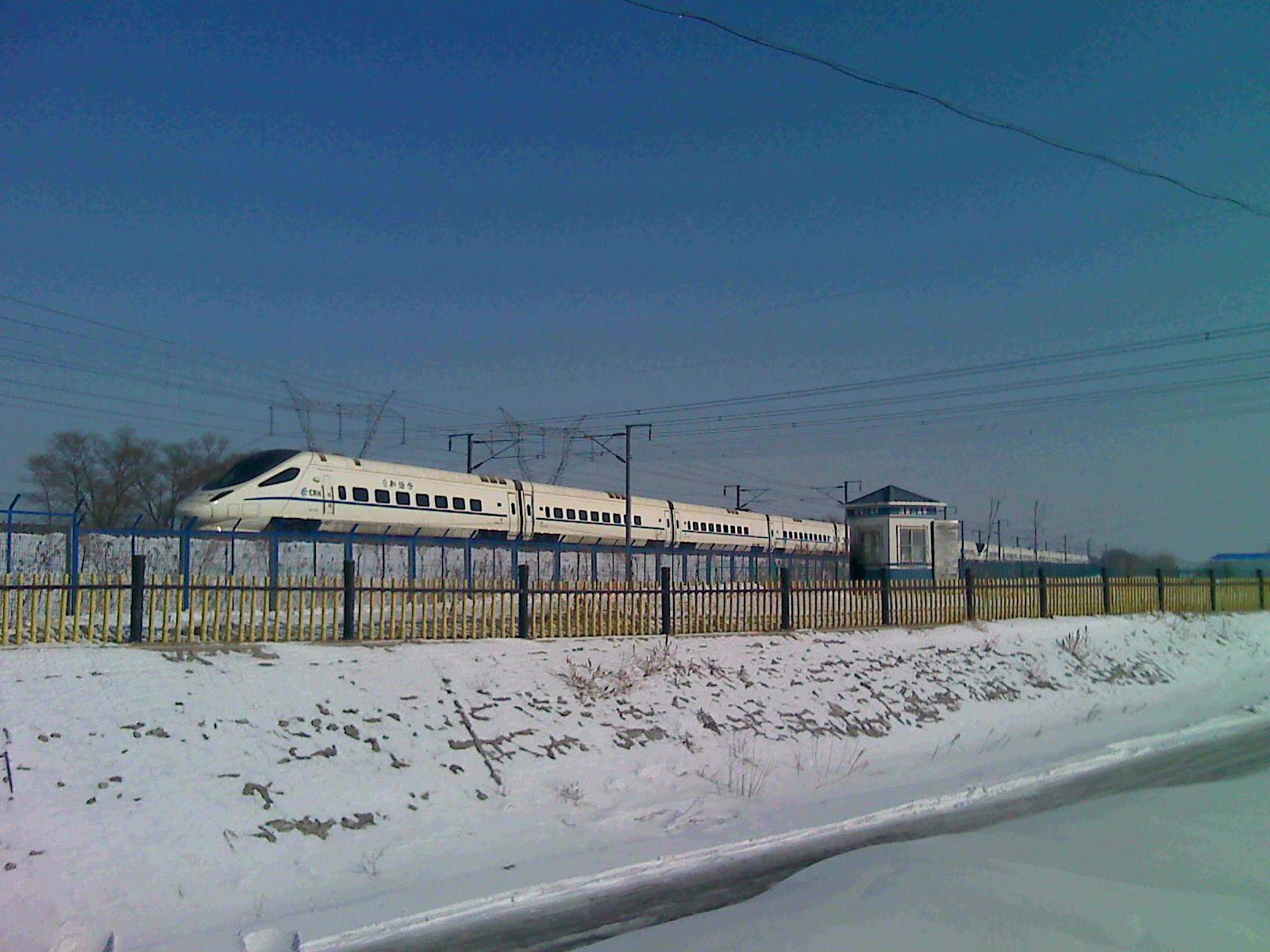
运用于长吉城际铁路上的CRH5A型动车组

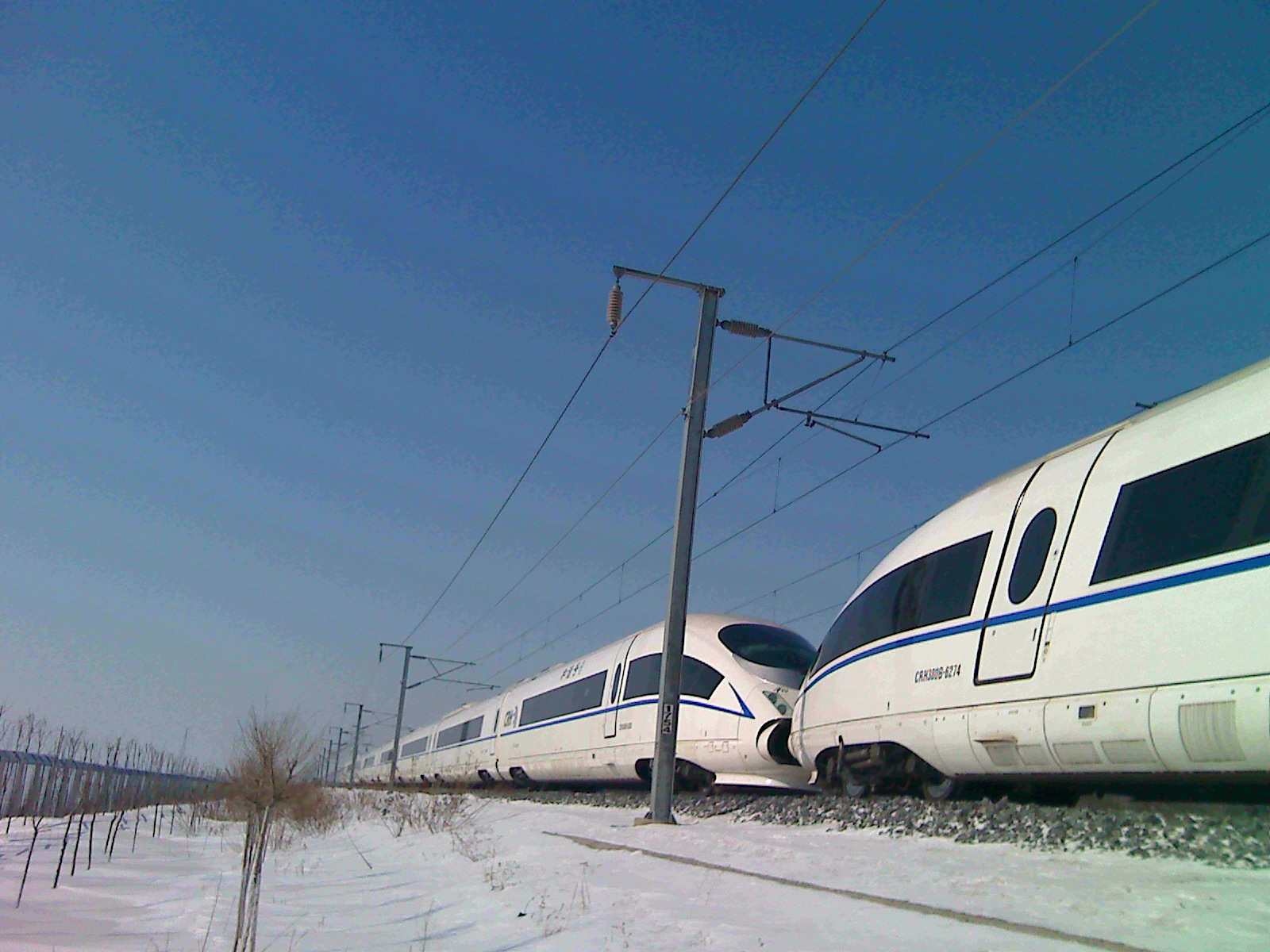
重联运用于长吉城际铁路上的CRH380B型动车组

长吉城际铁路的主力车型为CRH5型动车组列车，每列列车为8节编组，定员586人。
2012年12月1日起，伴随着哈大客运专线的运营，部分吉林往返沈阳、大连、哈尔滨的跨线直通列车由CRH380BG型高寒动车组列车担当。
另外，2016年8月初时，复兴号电力动车组列车曾经在长珲城际铁路进行试车。随着复兴号各型号的上线，本线列车预期将逐步汰换为CR400BF-G型和CR300BF高寒型动车组列车。
只担当本线运营的列车检修和整备在长春西动车运用所进行。

### 购票
在长吉城际铁路沿线各站点（包括长春站、龙嘉站、吉林站）均设置有人工售票窗口和自动售票机，同时，长吉城际车票也全国联网发售。自动售票机目前接受现金、银行卡支付方式购买车票。现金只能识别中国人民银行发行的第四版和第五版5元、10元、20元、50元和100元纸币（不接受硬币）。
旅客可通过中国铁路客户服务中心网站(www.12306.cn)进行网上购票。旅客网上购票后可使用中国工商银行、中国农业银行、中国银行、招商银行的银行卡（含借记卡和信用卡）或通过中国银联在线支付系统支付票款，并可进行后续改签、退票操作。也可使用在进站前利用中铁银通卡在取号机打印席位号后，凭席位号凭条、进站乘车。。中铁银通卡仅限乘坐本线C字头列车。

## 降速运行
7.23甬温线动车追尾事故发生后，“为贯彻落实国务院常务会议精神”，铁道部运输局开始制订新的列车运行图，目的是调整列车开行方案，并适当降低新建高铁运营初期的速度，同时各席别票价在现行票价水平基础上下浮5%左右。此次调图将分为两个阶段实施，长吉城际铁路的运营方案在第二阶段内进行调整，自2011年8月28日起，其最高运营速度时速将由250公里调整到200公里。受此次降速影响，长吉城际列车在长春至吉林间的运行时间将由34/39分钟延长至42/47分钟，一、二等座票价分别下调2元，同时，由于延时所带来的套跑顺序变化，图定运营的动车数量减少到29.5对（上行29，下行30）。
2012年12月1日，长吉城际铁路运行图再次调整。长春至吉林间的运行时间调整为40/45分钟，图定列车增加至下行37列，上行40列。部分本线列车延长至长春西站始发终到。